# Рауд, Пирет
Пирет Рауд (эст. Piret Raud, род. 15 июля 1971 года в Таллине) — эстонская художница и писательница.

## Образование и карьера
- В 1989 году окончила среднюю школу № 7 в Таллине.
- С 1992 года начала проводить выставки.
- В 1995 году окончила Таллинскую художественную школу по специальности «Графика».
- В 1998 году получила степень художника-магистра Эстонской академии художеств.
- С 1998 года — член союза Эстонских Художников и член Союза свободных графиков. Выставляется в Художественных музеях и частных коллекциях.
- Работает в Sally Stuudio учителем рисования и журнале «Täheke» редактором.
- С 1999 года свободный профессиональный художник. Пишет и иллюстрирует книги.